# طريق 85 د (الإمارات العربية المتحدة)
طريق 85 د يعرف أيضا باسم طريق بني ياس، هو طريق تقع في دبي بدولة الإمارات العربية المتحدة.

## الامتداد
يبدأ الطريق بالقرب من الطرف الشمالي لكورنيش ديرة ويمتد بجانب خور دبي جنوبًا شرقًا. مرورًا بمعالم مهمة على طول الخور، ينتهي D 85 بالقرب من نادي خور دبي للغولف واليخوت.
المنشآت
تشمل المعالم الهامة على طول طريق D 85 فندق حياة ريجنسي دبي على كورنيش الديرة، وبرجي الديرة التوأم، وميدان النصر، وبرج اتصالات 1، وبلدية دبي، وديرة سيتي سنتر.

## التقاطع
يتقاطع D 85 مع طرق أخرى لتوفير الوصول إلى بر دبي - حيث يتقاطع مع D 92 (طريق الميناء / طريق الخليج) بالقرب من ميناء راشد لتشكيل نفق الشندغة ومع طريق أم هرير في ديرة لتشكيل جسر آل مكتوم.

## الانتماء
كلمة بني ياس هي إشارة إلى سلالة آل مكتوم.